# 12071 Davykim
12071 Davykim eller 1998 FV63 är en asteroid i huvudbältet som upptäcktes den 20 mars 1998 av LINEAR i Socorro County, New Mexico. Den är uppkallad efter Davy Kim.
Asteroiden har en diameter på ungefär 4 kilometer.